# 布里克斯頓塔
聖特克塔，前稱阿爾伯特·赫爾佐格塔，通稱布里克斯頓塔，是一座位於南非約翰內斯堡布里克斯頓郊區的混凝土電視塔。其高237（778英尺），靠近布里克斯頓山脊頂部。其與“建築表弟”希爾布羅塔均為城市內一個眾所周知且易於識別的地標。雖然該塔目前用於電視傳輸，但其最初是為FM無線電發射機而設計的；塔樓建成後十多年內，公共電視台都沒有對外開放。

## 歷史
該塔於1961年開始建造，並於1962年完工。該塔由奧雅納設計，並由克里斯蒂安尼與尼爾森（南非）建造。完工後，聖特克塔一度為非洲最高的人造建築，直到1971年被希爾布羅塔超越。建造成本為30萬蘭特。
第一次傳輸在1961年12月22日進行。目前，聖特克塔播出18個FM節目和7個電視台。該塔使用兩台500 kVA沃爾沃發電機，而備用電源為1兆瓦。到2001年，該塔的命名權出售予南非政府以及由南非政府擁有的無線電信號分銷商Sentech。1982年之前，觀景台曾經對公眾開放，身處其中可以看到城市全景，但後來出於安全考慮而關閉。此後塔樓觀景台就沒有再開放給公眾。

## 建築與結構
在建築方面，聖特克塔為垂直懸臂結構，其軸由鋼筋混凝土製成。據了解，在有風的日子時從最上方的桅杆測量，這座塔的傾斜度可達2米（6.6英尺）。此外，該塔的建造能夠承受186 km/h（116 mph）的風速以及高達200 km/h（120 mph）的陣風。塔的地基是圓形的，直徑為26米（85英尺），寬6米（20英尺），深2米（6.6英尺）。
該塔的總高度為237米（778英尺），但部分消息來源則表示其高度為234米（768英尺）。

## 地理
聖特克塔位於南非豪登省約翰內斯堡的布里克斯頓郊區。

## 外部連結
- Structurae数据库中Sentech Tower的数据

- Johannesburg Landmarks （页面存档备份，存于）
- Sentech Tower | Buildings | EMPORIS Archive.today的存檔，存档日期2013-02-20
- Sentech Tower - South Africa :: Plak.co